# Quarante
Quarante (okzitanisch: Cranta) ist eine französische Gemeinde mit 1.788 Einwohnern (Stand: 1. Januar 2022) im Département Hérault in der Region Okzitanien. Sie gehört zum Arrondissement Béziers und zum Kanton Saint-Pons-de-Thomières. Die Einwohner werden Quarantais genannt.

## Geographie
Die Gemeinde Quarante liegt an der Grenze zum Département Aude, etwa 20 Kilometer westlich von Béziers und 25 Kilometer von der Mittelmeerküste entfernt. Im Süden der Gemeinde verläuft der Canal du Midi. Umgeben wird Quarante von den Nachbargemeinden Cébazan im Norden, Creissan im Norden und Nordosten, Puisserguier im Osten, Capestang im Südosten, Ouveillan im Süden sowie Cruzy im Westen.
Die Reben im Gemeindegebiet gehören zum Weinbaugebiet Saint-Chinian.

## Bevölkerungsentwicklung
| Jahr                       | 1962 | 1968 | 1975 | 1982 | 1990 | 1999 | 2009 | 2020 |
| Einwohner                  | 1818 | 1644 | 1460 | 1441 | 1509 | 1449 | 1583 | 1804 |
| Quellen: Cassini und INSEE |      |      |      |      |      |      |      |      |

## Sehenswürdigkeiten
- Kirche Sainte-Marie aus dem 11. Jahrhundert, ursprünglich Klosterkirche
- alte Befestigungsanlagen
- Schloss Roueïre von 1887 mit einem Windrad aus dem Jahre 1898

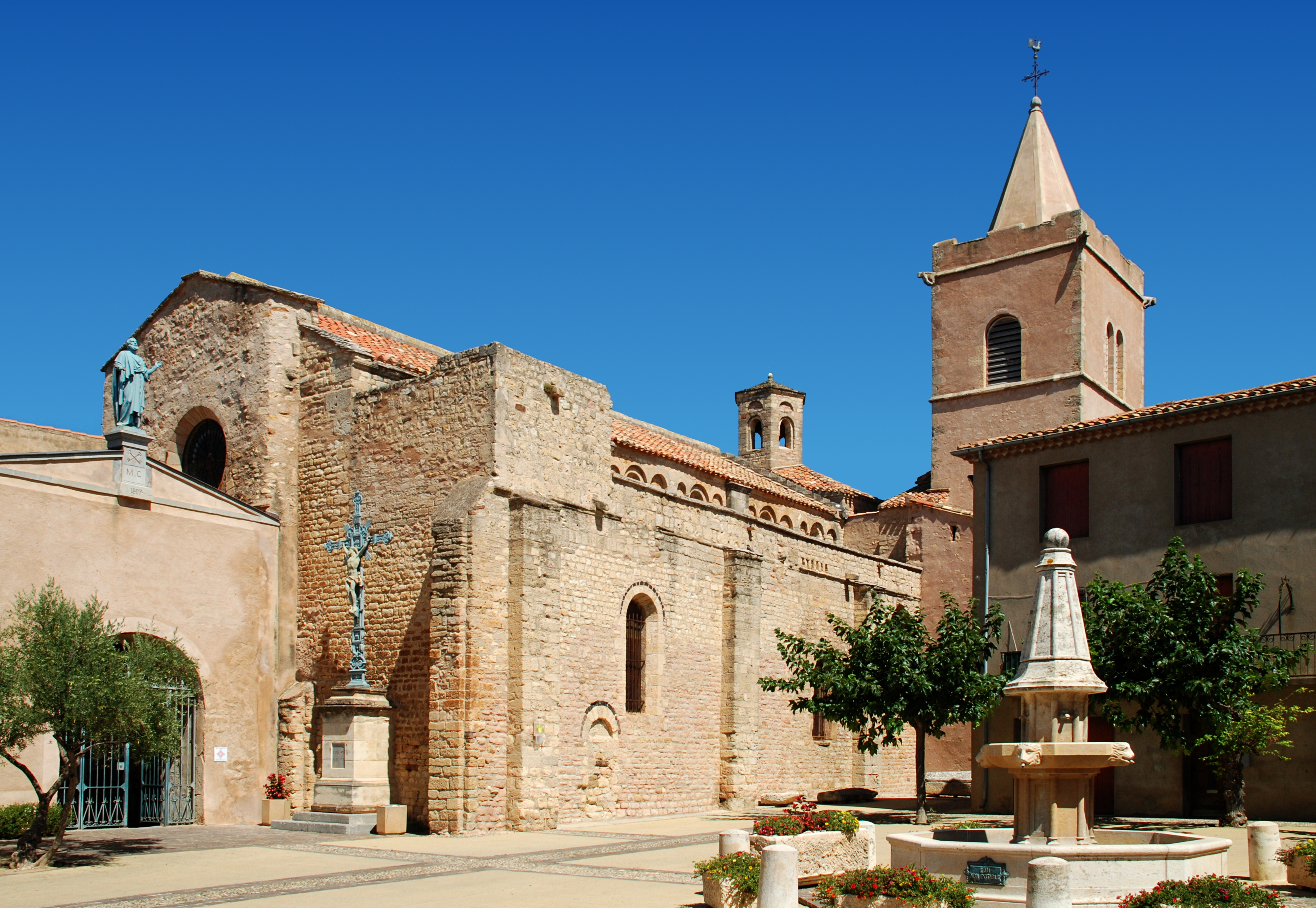
Kirche Sainte-Marie

- Schloss Saliès
- Domäne L’Étang Fages

## Persönlichkeiten
- Louis Cahuzac (1880–1960), Klarinettist

## Gemeindepartnerschaft
Mit der belgischen Gemeinde Doische in der Provinz Namur (Wallonien) besteht eine Partnerschaft.